# 广东南路人民抗日解放军
广东南路人民抗日解放军，是中国抗日战争时期，中国共产党领导的一支抗日游击队。主要活动在广东南路地区。广东南路是指广东省南路公署管辖的高州六属（茂名、信宜、电白、化县、吴川、廉江)、雷州三属（遂溪、海康、徐闻）、钦廉四属（灵山、合浦、钦县、防城）和两阳（阳江、阳春）这片地域，共包含15个县和梅菉一个市。

## 历史
1944年6月，南路特委书记周楠从重庆回到南路，传达了董必武、王若飞代表中共南方局所作的“建立我党直接领导的独立自主的武装，搞好抗日民族统一战线，开展抗日游击战争”的指示。1944年8月9日在遂溪老马村公开成立了中共独立自主领导的“雷州人民抗日游击大队”。1945年1月19日正式成立南路人民抗日解放军，辖三个支队和一些独立大队，共3000多人。这是中国最早用解放军命名的部队。
- 司令员兼政治委员周楠（南路特委书记兼）
- 参谋长李筱峰（即何维）/郭大同
- 政治部主任温焯华